# Charles K. French
Charles K. French (Columbus, 17 gennaio 1860 – Hollywood, 2 agosto 1952) è stato un attore statunitense.

## Biografia
Charles K. French nacque il 17 gennaio 1860 a Columbus, nell'Ohio. Iniziò la carriera di attore a teatro: il suo nome appare in alcuni spettacoli andati in scena a Broadway a cavallo tra Ottocento e Novecento.
Tra il 1909 al 1945, apparve in 280 film. Dopo un esordio nel 1909 con David W. Griffith, passò alla Bison Motion Pictures, dove lavorò come attore e regista accanto al direttore dello studio, Fred J. Balshofer.

## Filmografia

### Attore (parziale)
- The Cord of Life, regia di D.W. Griffith - cortometraggio (1909)
- Romance of a Fishermaid, regia di Fred J. Balshofer e Charles K. French - cortometraggio (1909)
- Davy Crockett - In Hearts United, regia di Fred J. Balshofer - cortometraggio (1909)
- Secret Service Woman, regia di Fred J. Balshofer - cortometraggio (1909)
- Custer's Last Fight, regia di Francis Ford (1912)
- The Skeleton in the Closet, regia di George Melford - cortometraggio (1913)
- The Invaders, regia di George Melford - cortometraggio (1913)
- For Her Brother's Sake, regia di Jay Hunt - cortometraggio (1914)
- A New England Idyl
- Orphans of the Wild
- Yellow Flame
- The Silver Candlesticks
- The Moonshiners, regia di Frank Montgomery - cortometraggio (1914)
- The Bargain, regia di Reginald Barker (1914)
- The Typhoon, regia di Reginald Barker (1914)
- Joe's Partner, Bill
- His Partner's Sacrifice
- On the Night Stage, regia di Reginald Barker (1915)
- The Secret of Lost River
- The Bridge of Sighs, regia di Bertram Bracken - cortometraggio (1915)
- A Kentucky Girl (1915)
- The Iron Strain, regia di Reginald Barker (1915)
- The Disciple, regia di William S. Hart e, non accreditato, Clifford Smith (1915)
- Civilization, regia di Reginald Barker, Thomas H. Ince, Raymond B. West e altri (1916)
- The Patriot, regia di William S. Hart (1916)
- Il trombettiere d'Algeri (The Bugler of Algiers), regia di Rupert Julian (1916)
- The Weaker Sex, regia di Raymond B. West (1917)
- Love or Justice, regia di Walter Edwards (1917)
- Paws of the Bear, regia di Reginald Barker (1917)
- The Clodhopper, regia di Victor Schertzinger (1917)
- The Hater of Men, regia di Charles Miller (1917)
- An Even Break, regia di Lambert Hillyer (1917)
- Wee Lady Betty, regia di Charles Miller (1917)
- The Lifted Veil, regia di George D. Baker (1917)
- The Son of His Father, regia di Victor Schertzinger (1917)
- The Hired Man, regia di Victor Schertzinger (1918)
- The Guilty Man, regia di Irvin Willat (1918)
- Free and Equal, regia di Roy William Neill (1918)
- Love Me, regia di Roy William Neill (1918)
- The Tiger Man, regia di William S. Hart (1918)
- His Own Home Town, regia di Victor Schertzinger (1918)
- The Kaiser's Shadow (o The Kaiser’s Shadow; or, The Triple Cross), regia di Roy William Neill (1918)
- The Vamp, regia di Jerome Storm (1918)
- A Burglar for a Night, regia di Ernest C. Warde (1918)
- Green Eyes, regia di Roy William Neill (1918)
- The Marriage Ring, regia di Fred Niblo (1918)
- The Law of the North, regia di Irvin Willat (1918)
- Three X Gordon, regia di Ernest C. Warde (1918)
- Fuss and Feathers, regia di Fred Niblo (1918)
- The Midnight Patrol, regia di Irvin Willat (1918)
- Come Again Smith, regia di E. Mason Hopper (1919)
- What Every Woman Wants, regia di Jesse D. Hampton (1919)
- Happy Though Married, regia di Fred Niblo (1919)
- The Sheriff's Son, regia di Victor Schertzinger (1919)
- Whom the Gods Would Destroy, regia di Frank Borzage (1919)
- The Mints of Hell, regia di Park Frame (1919)
- Il maniaco della velocità (The Speed Maniac), regia di Edward J. Le Saint (1919)
- Più forte della morte (Stronger Than Death), regia di Herbert Blaché, Charles Bryant (1920)
- Flames of the Flesh, regia di Edward LeSaint (1920)
- The Untamed, regia di Emmett J. Flynn (1920)
- What Would You Do?, regia di Edmund Lawrence, Denison Clift (1920)
- Bare Knuckles, regia di James P. Hogan (1921)
- Beyond, regia di William Desmond Taylor (1921)
- The Last Trail, regia di Emmett J. Flynn (1921)
- The Truthful Liar, regia di Thomas N. Heffron (1922)
- The Yosemite Trail, regia di Bernard J. Durning (1922)
- Il mozzo dell'Albatros (Moran of the Lady Letty), regia di George Melford (1922)
- Spalle al muro (Grumpy), regia di William C. de Mille (1923)
- Hell's Hole, regia di Emmett J. Flynn (1923)
- The Extra Girl, regia di F. Richard Jones (1923)
- The Saddle Hawk, regia di Edward Sedgwick (1925)
- Hands Up!, regia di Clarence G. Badger (1926)
- The Winning Wallop, regia di Charles Hutchison (1926)
- War Paint, regia di W. S. Van Dyke (1926)
- Fast and Furious. regia di Melville W. Brown (1927)
- Good As Gold, regia di Scott R. Dunlap (1927)
- L'uomo, la donna e il peccato (Man, Woman and Sin), regia di Monta Bell (1927)
- Il teatro maledetto (The Last Warning), regia di Paul Leni (1929)
- The Spoilers, regia di Edwin Carewe (1930)
- Francesina (Alias French Gertie), regia di George Archainbaud (1930)
- I polli tornano a casa (Chickens Come Home), regia di James W. Horne (1931)
- Partita a quattro (Design for Living), regia di Ernest Lubitsch (1933)
- The President Vanishes, regia di William A. Wellman (1934)
- When a Man Sees Red, regia di Alan James (1934)
- The Live Wire, regia di Harry S. Webb (1935)
- Un dramma per televisione (Murder by Television), regia di Clifford Sanforth (1935)

### Regista
- Romance of a Fishermaid, co-regia di Fred J. Balshofer (1909)
- Thoughts of Tonight (1915)

### Sceneggiatore
- Romance of a Fishermaid, regia di Fred J. Balshofer e Charles K. French (1909)
- Davy Crockett - In Hearts United, regia di Fred J. Balshofer (1909)

## Spettacoli teatrali
- We'Uns of Tennessee (Broadway, 15 marzo 1905)
- The Girl from Dixie (Broadway, 14 dicembre 1903)
- Nancy Stair (Broadway, 9 maggio 1889)